# Дружба (Никопольский район)
Дружба (укр. Дружба) — село,
Криничеватский сельский совет,
Никопольский район,
Днепропетровская область,
Украина.
Код КОАТУУ — 1222982805. Население по переписи 2001 года составляло 24 человека.

## Географическое положение
Село Дружба находится на расстоянии в 1,5 км от села Охотничье.
По селу протекает пересыхающий ручей с запрудой.